# Багдонас, Римантас Казимирович
Римантас Казимирович Багдонас (род. 25 января 1938, Биржай, Биржайский уезд) — советский борец классического стиля, призёр чемпионатов СССР, чемпион мира (первый литовский борец, добившийся такого успеха), Заслуженный мастер спорта СССР (1965). В 1958 году выполнил норматив мастера спорта СССР, в 1965 году стал почётным мастером спорта, в 1965 году — мастером спорта СССР международного класса. Участвовал в 15 чемпионатах СССР.

## Биография
14 июня 1941 года мать Римантаса, учительница начальных классов, была обвинена в антисоветской деятельности. Её с сыном, которому в тот момент не было трёх лет, выслали в Сибирь. Через 12 лет они вернулись на родину. Римантас после окончания семи классов школы поступил политехнический техникум. В техникуме поначалу занимался боксом. В 1955 году переключился на классическую борьбу. В 1956 году на I Спартакиаде Литовской ССР стал чемпионом.
В 1959 году поступил в Киевский институт физкультуры и спорта. В 1961 и 1963 годах становился чемпионом СССР в командном зачёте. В 1965 году стал чемпионом мира. В 1966 году готовился к участию в чемпионате мира в Толидо (США), но был объявлен невыездным сроком на десять лет.

## Спортивные результаты
- Чемпионат СССР по классической борьбе 1962 года — ;
- Чемпионат СССР по классической борьбе 1964 года — ;
- Чемпионат СССР по классической борьбе 1968 года — ;

## Турнир
С 2002 года в Вильнюсе проводится турнир на призы Римантаса Багдонаса. В 2009 году турнир включён в официальный международный календарь FILA.